# Molembais-Saint-Pierre
Ne doit pas être confondu avec Molembaix ou Molenbaix.
Molembais-Saint-Pierre est un hameau situé à quatre kilomètres au sud-est de la ville de Jodoigne, dans le Brabant wallon (Belgique). Séparé du village voisin, Huppaye, par le ri des Gottaux, il fait administrativement partie de la commune de Ramillies.

## Histoire
Huppaye et Molembais sont mentionnés dans des documents du XIe siècle. Leur destin est souvent lié au cours de l'histoire. En 1811 le hameau est rattaché à Huppaye. 
Une ‘chapelle Saint-Pierre’ est inaugurée à Molembais le 24 décembre 1654 par Charles de Brabant au milieu des bois dits de 'Saint-Pierre'. Détruite, elle est reconstruite et agrandie non loin de là vers 1838.  C’est l'église Saint-Pierre, bâtiment de style néo-gothique que l’on peut voir aujourd’hui. 

## Patrimoine
- L'église Saint-Pierre possède des fonts baptismaux en pierre bleue, datant du XVe siècle. La chaire de vérité de style baroque est une pièce créée à la fin du XVIIe siècle.
- Le RAVeL 2, une voie cycliste aménagée sur le tracé de l'ancienne ligne ferroviaire Namur-Tirlemont (Ligne 142) passe par Molembais-Saint-Pierre, longeant l'ancienne gare de Huppaye.

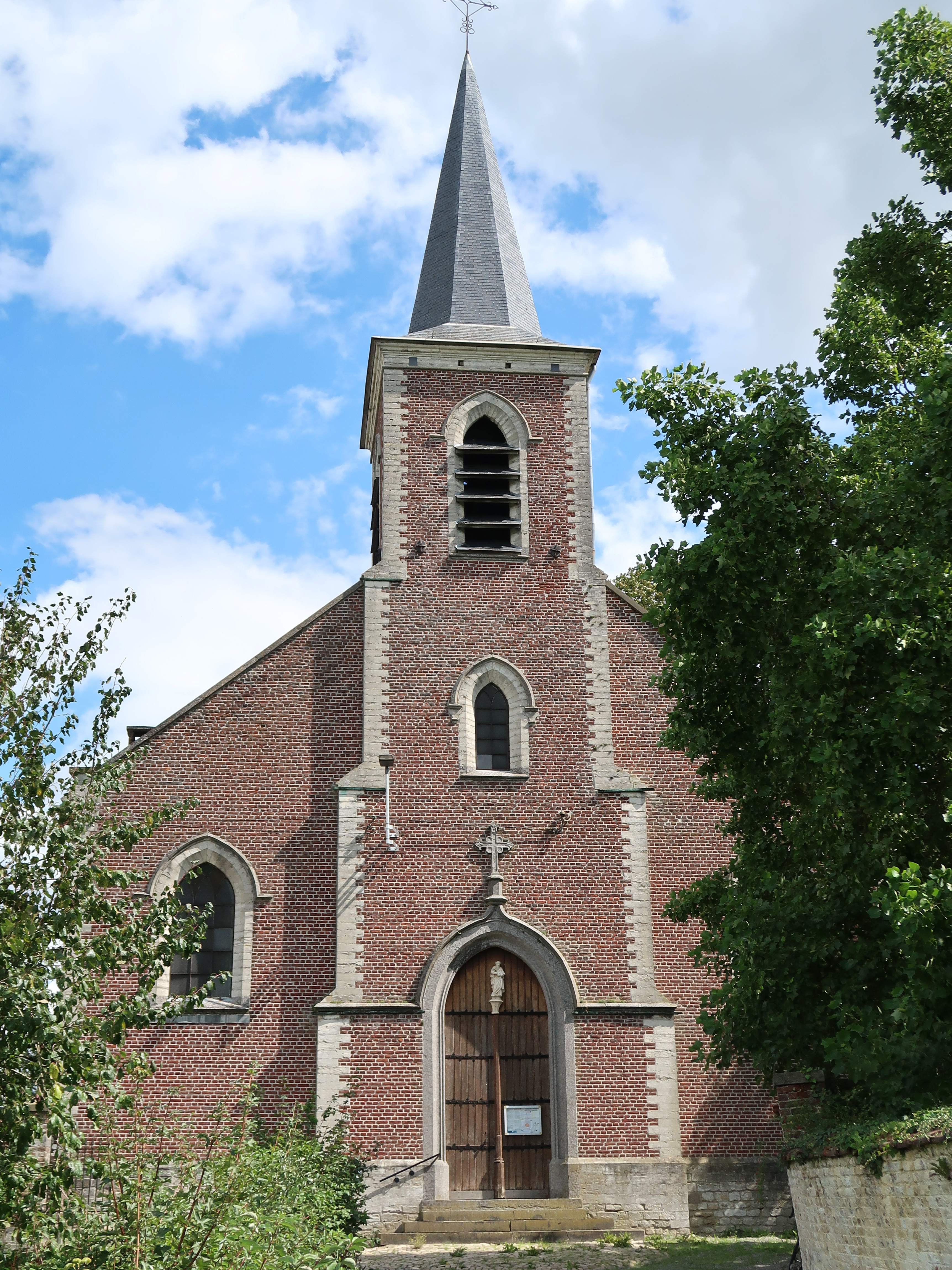
Eglise Saint-Pierre
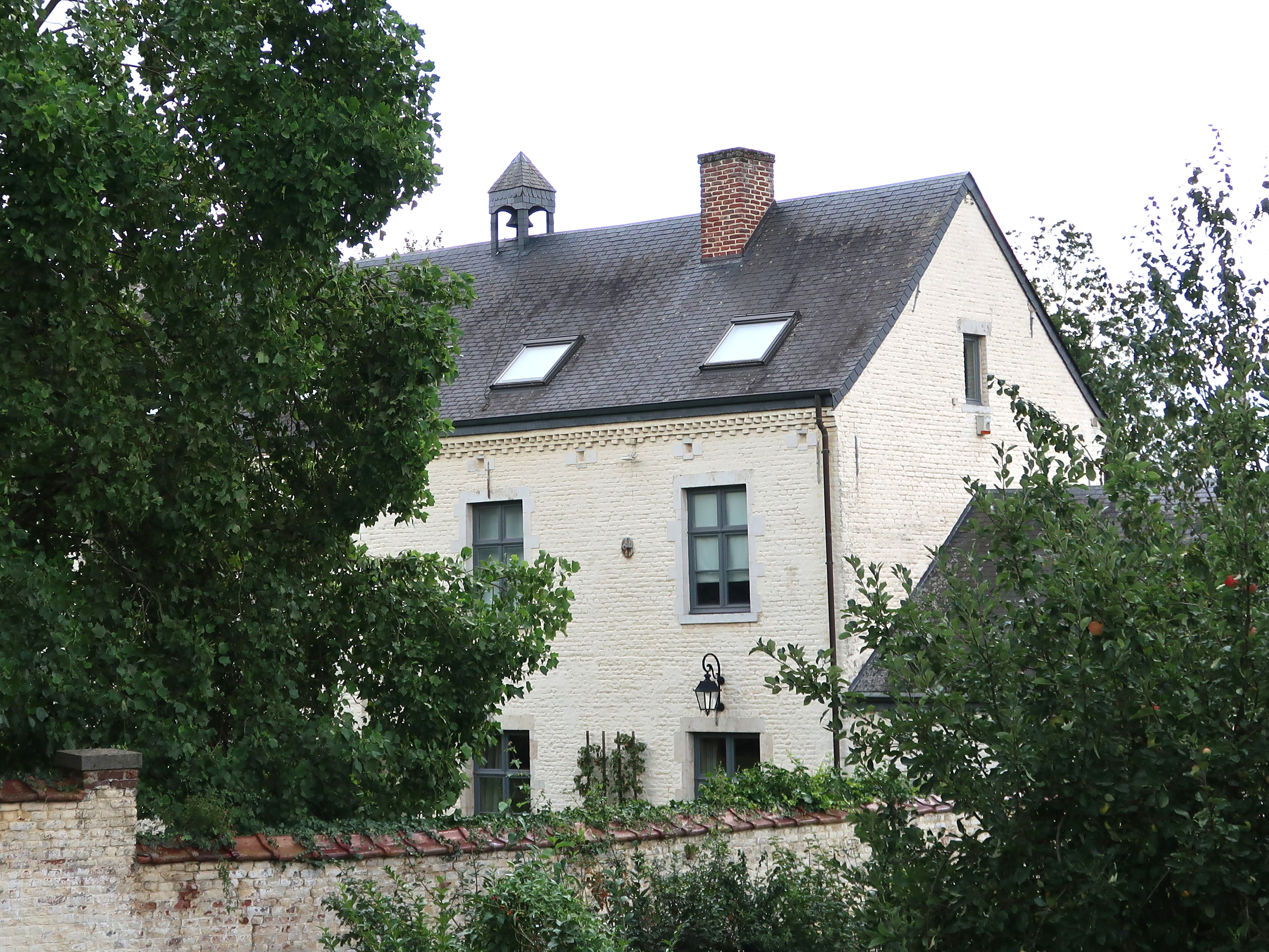
Ancien presbytère de Molembais-Saint-Pierre